# Draagpenning 24-uurs afstandritten der Amsterdamsche Vrijwillige Burgerwacht

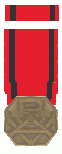
De bronzen draagpenning

De Draagpenning 24-uurs afstandritten der Amsterdamsche Vrijwillige Burgerwacht was een medaille van de Amsterdamse Vrijwillige Burgerwacht.
De Amsterdamse Vrijwillige Burgerwacht was een organisatie van door de overheid bewapende burgers. De Burgerwacht kwam voort uit de oudere Schutterij en de vrijwillige landstorm, para-militaire organisaties waarop de Nederlandse regering en de Amsterdamse autoriteiten tijdens onlusten en revoluties een beroep hoopte te kunnen doen.
De Amsterdamsche Burgerwacht bezat een onderafdeling die "Amsterdamsche Burgerwacht Vervoer" werd genoemd. Niet iedereen bezat in 1932 een auto en leden met auto's waren in crisissituaties belangrijk. De Duitse nazi-partij bezat om dezelfde reden een "Nationalsozialistisches Kraftfahrkorps (NSKK)". De 24-uurs oefenritten werden voor het eerst in 1932 door de georganiseerd en moesten de rijvaardigheid en het kaartlezen bevorderen.
Wanneer men voldeed aan de eisen van de 24-uurs ritten verwierf men een achtkantige medaille met aan de voorzijde het gestileerde monogram "A.B.V." (Amsterdamsche Burgerwacht Vervoer). De keerzijde laat een gestileerd wiel zien. Van 1932 tot 1934 had de medaille een diameter van 20 millimeter. In 1935 werd de medaille groter; men koos voor een diameter van 30 millimeter.
Bij de eerste succesvolle deelname ontving men een bronzen medaille. Na de tweede deelname werd een bronzen ster op het lint vastgemaakt; de derde deelname gaf recht op een zilveren medaille; de vierde deelname leverde een zilveren ster op. Wie vijfmaal met succes meedeed droeg een blauw geëmailleerde zilveren medaille van zilver meteen zilveren cijfer op het lint.
De 24-uurs afstandrit werd tussen 1932 en 1939 georganiseerd. In theorie kan een chauffeur dus een geëmailleerde zilveren medaille met het getal "7" op het lint hebben gedragen.   
Men droeg de medaille aan een rood lint met aan weerszijden een zwarte streep op de linkerborst. De medaille komt niet voor in de limitatieve draagvolgorde van de Nederlandse onderscheidingen die door het Nederlandse leger werd bekendgemaakt. Ambtenaren mochten de draagpenning en de daarbij behorende baton na 1933 wel dragen.
Er is sprake van een draagpenning om verwarring met de medailles van de Nederlandse regering te voorkomen. De Draagpenning 24-uurs afstandritten der Amsterdamsche Vrijwillige Burgerwacht is een particuliere onderscheiding.